# قليلو
قليلو هي قرية في مقاطعة أرومية، إيران. يقدر عدد سكانها بـ 217 نسمة بحسب إحصاء 2016.